# Grzywoszyjka amazońska
Grzywoszyjka amazońska, grzywoszyjka, gęsiówka grzywiasta (Oressochen jubatus) – gatunek dużego ptaka z rodziny kaczkowatych (Anatidae), zamieszkujący Amerykę Południową. Bliski zagrożenia wyginięciem.

## Systematyka
Tradycyjnie gatunek ten był umieszczany w osobnym rodzaju Neochen. Międzynarodowy Komitet Ornitologiczny (IOC) nadal tak go klasyfikuje. Opisano dwa spokrewnione z grzywoszyjką amazońską gatunki pochodzące z późnego plejstocenu: Neochen pugil z Brazylii i Neochen debilis z Argentyny. Nie wyróżnia się podgatunków.

## Występowanie
Lasy tropikalne Amazonii i dalej na południe aż po skrajnie północną Argentynę (prowincja Salta). Spotykana do wysokości około 2600 m n.p.m.

## Morfologia
Długość ciała 61–76 cm. Posiada jasną głowę i szyję, kasztanowe boki ciała i płaszcz oraz czerniawe skrzydła z białym lusterkiem. Nogi są czerwone, a dziób czarny i różowy. Umaszczenie u obu płci tych rzucających się w oczy kaczek jest identyczne, choć samce są większe. Osobniki młodociane mają bardziej matowe ubarwienie niż dorosłe.

## Ekologia
Preferuje okolice leśnych jezior lub bagien z nieograniczonym dostępem do otwartych terenów leśnych i sawann. To w dużym stopniu ptak przebywający na ziemi, który chętnie jednak siada na gałęziach drzew. Rzadko pływa lub lata, chyba że sytuacja go do tego zmusza. Lot gęsiówki jest ociężały, przypomina bardziej sposób przemieszczania się gęsi niż kaczek, stąd wzięła się jej nazwa gatunkowa.
W okresie lęgowym to bardzo terytorialny gatunek. Zwykle gnieździ się w dziuplastych drzewach i tylko wyjątkowo na ziemi.
Kaczor wydaje wysoki, gwiżdżący odgłos, a kaczka gdacze jak, spokrewniona z gatunkiem, gęsiówka egipska Alopochen aegyptiaca.

## Status
Międzynarodowa Unia Ochrony Przyrody (IUCN) uznaje grzywoszyjkę amazońską za gatunek bliski zagrożenia (NT – Near Threatened) nieprzerwanie od 1988 roku. Liczebność światowej populacji szacuje się na 10–25 tysięcy dorosłych osobników. Globalny trend liczebności populacji uznawany jest za spadkowy głównie ze względu na presję ze strony myśliwych oraz prawdopodobnie konwersję dogodnych siedlisk w tereny rolnicze w części zasięgu tego gatunku.